# Jackie Lee Cochran
 (septembre 2019).
Si vous disposez d'ouvrages ou d'articles de référence ou si vous connaissez des sites web de qualité traitant du thème abordé ici, merci de compléter l'article en donnant les références utiles à sa vérifiabilité et en les liant à la section « Notes et références ».
Pour les articles homonymes, voir Cochran.
Jackie Lee Waukeen Cochran, né le 5 février 1934 à Dalton en Géorgie, est un musicien américain. Il est aussi connu sous le surnom de Jack The Cat.

## Biographie
Jackie Lee Cochran a pour parents Luther et Jean Elaine Cochran. Son frère meurt prématurément à l'âge de 2 ans. Il passe son enfance à Meridian (Mississippi) et à Gadsden (Alabama). 
Jackie Lee Cochran apprend la guitare dès l'âge de 6 ans. Son père est condamné à une peine de prison de trente ans pour meurtre. C'est donc sa grand-mère qui prend soin de son éducation. Il passe successivement son enfance en Louisiane, à Meridian au Mississippi et chez sa grand-mère à Gadsden, en Alabama.
En 1955, à l’âge de 14 ans, il enregistre pour le prestigieux Big D Jamboree à Dallas où sont présents Elvis Presley, Carl Perkins et Johnny Cash. Cochran se fera connaître sur la scène musicale locale à Gadsden, ville ou réside sa grand-mère. Il rejoint l'Air Force à San Antonio. Il quittera l'Air Force en 1955 et rejoindra le Jimmy Swan Band à Hattiesburg, puis se produira à Los Angeles. Il animera plus tard pendant chaque week-end un radio show en compagnie de Slim Willet à Abilène. Il s'installe ensuite à Selma, Alabama et fonde le Flying C Ranch Boys. Ce groupe se fera surtout connaître dans les bars et restaurants locaux et sur la station radio WBAM. Son premier titre en 1956, Hip Shaking Mama, rencontre un petit succès d’estime. En 1973 il enregistre pour le label de Ronny Weiser (en) Rollin’Rock, ce qui relance sa carrière en Europe) et en Amérique et, en 1985, Hydra Records reprend tous ses titres sous l'intitulé Jack The Cat. La même année, il enregistre un LP en compagnie de Johnny & The Roccos avec 27 titres.
Sans doute nous aurait-il réservé d’autres surprises, mais il meurt le 15 mars 1998 à Burbank (Californie), victime d’une crise cardiaque à l’âge de 64 ans.

### Singles
| Année | Titre                                                                | Label                 |
| ----- | -------------------------------------------------------------------- | --------------------- |
| 1956  | Riverside Jump / Hip Shakin’ Mama                                    | Sims Records          |
| 1957  | Ruby Pearl / Mama Don’t You Think I Know                             | Decca Records         |
| 1958  | I Want You / Buy A Car                                               | Viv Records           |
| 1958  | I Want You / Buy A Car                                               | Avalon Records        |
| 1958  | I Want You / Buy A Car                                               | ABC-Paramount Records |
| 1958  | Pity Me / Endless Love                                               | Spry Records          |
| 1959  | I Wanna See You / Georgia Lee Brown                                  | Jaguar Records        |
|       | - Baby Do - Dear Mom and Dad - Don’t Be Long - Out Across The Tracks |                       |

Album 
- 1973: Swamp Fow
- 1980: Rockabilly Legend
- 1981: The Lonesome Drifter (UK)
- 1985: Fiddle Fit Man (UK)
- 1993: Jack The Cat (D)
- 1993: Jack The Cat (UK)
- 1997: Rockabilly Music
- 2005: The 1985 Session (UK)